# HH-52 海上衛士直升機
HH-52 海上衛士搜救直升機（英語：HH-52 Seaguard)是一款由塞考斯基研製的兩棲直升機，也是該公司首款。最初S-62是由西科斯基為商用用途開發，並於之後主動給予美國海岸警衛隊測試。並且之後在市場被證明是一款受歡迎的款式，其於1980年代被廣泛使用。

## 發展
S-62一開始是以商業用途為目的，西科斯基以S-55為基礎，使用許多其技術與零件來開發S-62。並於1958年首飛，比大型同款機S-61早了將近一年。研製之後，西科斯基自費贊助帕圖森河海軍航空站測試，並推薦美國海岸警衛隊購買。1962年該機獲得生產許可，1963海岸警衛隊下單並開始交付。S-62最突出的特點是它的船體機身，但在其他方類似於S-61。該機身是防水的，便於在水上或雪地上著陸，並配備兩個支腿浮子，幫助直升機在水面上抵抗俯仰和滾動運動，這些懸臂浮標還容納了可伸縮的起落架。為了在水上保持其位置，它擁有一個錨。
1989年，HH-52A在美國海岸警衛隊退役，並由MH-65 海豚取代之。

## 型號
- S-62

原型機。1958 年5月22日首飛。
- S-62A

量產版，可容納11人。
- S-62B

一架配備了H-34 喬克托主旋翼系統的S-62。
- S-62C

西科斯基編號的HH-52。
- S-62J

授權三菱重工在日本生產。
- HU2S-1G

HH-52A Seaguard的原始名稱。1962年重新編號為HH-52A。
- HH-52A 海上衛士

美國海岸警衛隊的搜救直升機；共建造99架。

## S-63
西科斯基 S-63（英語：Sirkosky S-63)是-62升級版的原型機，S-63是基於S-62機身並融入S-58/H-34的動力零件。相較於S-62的52ft.直徑3片旋翼，S-63具有4片旋翼，但直徑從S-58的56ft.縮小到53 ft.。S-62一開始使用通用電氣T-58-GE-8發動機並將馬力限制在670hp，後來調教到730hp。S-63使用同台引擎，然其功率則是拉到滿的全功率1250hp。

### 發展
根據西科斯基檔案，S-63主要的潛在客戶是加拿大皇家海軍，它們將作為護衛艦或驅逐艦的艦載機。並且S-63的客戶還包括那些對S-62性能不滿意，想要有更強悍行能的國家。
S-63專為海軍任務而設計的，因此其主要特點是將S-62的水陸兩用船體機身給予更高功率的動力系統，並能在配備22'x17'後甲板的海軍巡洋艦上起降。它也適用於民用事業任務。機身能搭載12名乘客或6具擔架。機身主要結構為鋁合金半硬殼結構。下方的機身（包括機艙地板）採用防水結構。機身含有浮筒，它與防水的下機身可以在海上緊急降落。
駕駛艙為並排雙座。主起落架是可收放的，而尾輪是固定的。控制系統是遵循當時的西科斯基傳統設計。包括自動穩定裝置（自動駕駛儀）的完整配套。
S-63的具體研製日期尚不清楚。S-63的飛機規格文件日期為1958年8月4日。其餘的S-63文件日期為1958年底到1959年初，並且這些都是預製文件。首飛和後續相關測試的日期尚不清楚，並最終只生產了一架原型機。

## 服役國家
軍警用
- 日本
- 冰島
- 菲律賓
- 泰國
- 美国

私人用途
- 美国

## 外部連結
（页面存档备份，存于）

 （页面存档备份，存于）